# Telescopio spaziale James Webb
Il telescopio spaziale James Webb (in inglese James Webb Space Telescope, JWST, o semplicemente Webb) è un telescopio spaziale per l'astronomia a raggi infrarossi, lanciato il 25 dicembre 2021 dallo spazioporto di Arianespace a Kourou, nella Guiana francese, trasportato in orbita solare da un razzo Ariane 5. Il telescopio è il frutto di una collaborazione internazionale tra l'Agenzia spaziale statunitense (NASA), l'Agenzia spaziale europea (ESA) e l'Agenzia spaziale canadese (CSA).

## Panoramica
Il JWST, noto come "Next Generation Space Telescope" (NGST, da qui anche l'appellativo di "successore di Hubble"), nel 2002 è stato intitolato a James Webb, amministratore della NASA durante i programmi Gemini, Mercury e Apollo e fautore del centro di controllo del Johnson Space Center (JSC) di Houston, Texas.
Il telescopio Webb ha aperto nuovi orizzonti per l'astronomia a raggi infrarossi grazie a tecnologie di progettazione d'avanguardia. È il più grande telescopio mai inviato nello spazio, e amplierà i percorsi aperti nell'universo dal telescopio Hubble.
Le innovazioni rispetto ai precedenti telescopi spaziali sono il grande specchio primario di 6,5 metri, per studiare lunghezze d'onda nella banda infrarossa, e la presenza di un ampio scudo termico multistrato per il mantenimento di una temperatura operativa molto bassa per bloccare le interferenze da sorgenti di calore non oggetto di studio quali ad esempio il Sole, la Luna, la struttura e la strumentazione stessa del telescopio.
Diversamente da Hubble, Webb orbita intorno al Sole a 1,5 milioni di km dalla Terra al punto L2 di Lagrange, orbita già utilizzata per le missioni WMAP, Herschel e Planck, che tiene il telescopio allineato con l'orbita terrestre consentendo allo scudo di proteggerlo dalla luce e dal calore di Sole, Terra e Luna e garantendo comunicazioni continue con il centro di controllo e un'ininterrotta raccolta di dati non essendo ostacolato dall'interferenza oscuratrice dell'orbita lunare.
Per il JWST sono state sviluppate diverse tecnologie innovative. Le più importanti includono uno specchio primario costituito da 18 specchi esagonali in berillio ultraleggero che dispiegandosi dopo il lancio hanno composto un'unica grande superficie di raccolta. Un'altra caratteristica del JWST è l'ampia schermatura romboidale a cinque strati (separati dal vuoto) in Kapton, un materiale plastico in film che, come un parasole, attenua il calore e garantisce stabilità alle notevoli escursioni termiche a cui gli strumenti sono sottoposti. Lo studio di metrologie estremamente precise nei test acustici e ambientali ha contribuito allo sviluppo di strumenti di precisione (interferometria laser dinamica) nell'ordine dei picometri. Il Webb è fornito di un impianto criogenico (cryocooler) per il raffreddamento (7 K) dei rilevatori nel medio infrarosso e di micro-otturatori innovativi progettati dal Goddard che, come piccole tapparelle programmabili consentono di selezionare determinati spettri di luce durante la simultanea di una osservazione, permettendo di analizzare sino a 100 oggetti contemporaneamente nello spazio profondo con un'ampiezza visuale di 3,2 × 3,3 minuti d'arco.
JWST è il prodotto di una collaborazione tra la NASA, l'ESA e l'Agenzia spaziale canadese (CSA). Il Goddard Space Flight Center della NASA ha gestito le fasi di sviluppo. I principali partner industriali privati sono Northrop Grumman e Orbital ATK per lo scudo termico; lo Space Telescope Science Institute (STScI) che gestisce le operazioni di ricerca, raccolta ed elaborazione dei dati del Webb successive al lancio.

## Osservatorio

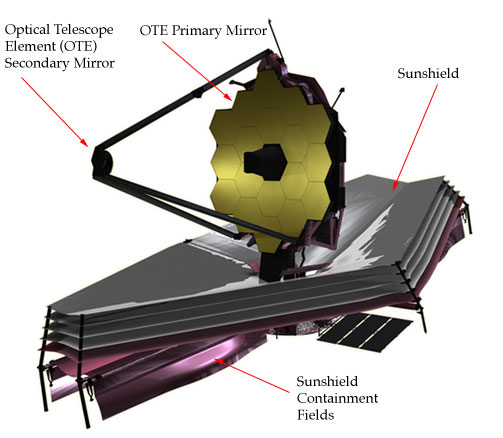
Telescopio Webb, prospettiva anteriore

L'osservatorio è la componente spaziale del sistema JWST (che comprende anche i sistemi a terra) ed è composto da tre elementi: la strumentazione scientifica integrata (ISIM, Integrated Science Instrument Module); il telescopio ottico (OTE, Optical Telescope Element) che comprende gli specchi e la montatura di supporto; il sistema navicella, che comprende la navicella (Spacecraft Bus) e lo schermo solare.
L'OTE è l'occhio dell'osservatorio. Raccoglie la luce proveniente dallo spazio e la invia agli strumenti scientifici situati nel modulo ISIM. La montatura portante (Backplane) supporta la struttura ottica.
Lo schermo solare (Sunshield) separa la parte del telescopio direttamente colpita e riscaldata dalla luce solare (l'intero osservatorio) dai componenti elettronici (ISIM) che, elaborando frequenze dell'infrarosso, devono operare a bassa temperatura. La temperatura di esercizio è mantenuta dal sistema criogenico sotto i 50 K (−223,2 °C; −369,7 °F)

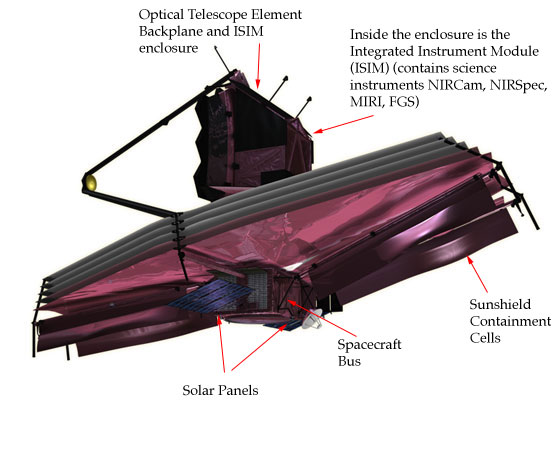
Telescopio Webb, prospettiva posteriore

La navicella fornisce le funzioni di supporto per il funzionamento dell'osservatorio e integra i principali sottosistemi necessari al funzionamento del veicolo spaziale: il sistema di energia elettrica, il sistema di controllo dell'assetto, il sistema di comunicazione, il sistema di comando e gestione dei dati, il sistema di propulsione e il sistema di controllo termico.
I blocchi logici sono, nel dettaglio:
- il sistema ottico (OTE, Optical Telescope Element):
  - Specchio primario e struttura portante (Backplane)
  - Specchio secondario e struttura portante
  - sottosistema ottico (AFT)
- la strumentazione scientifica integrata (ISIM, Integrated Science Instrument Module) costituita da quattro strumenti:
  - MIRI (Mid-InfraRed Instrument)
  - NIRSpec (Near-InfraRed Spectrograph)
  - NIRCam (Near-InfraRed Camera)
  - FGS/NIRISS (Fine Guidance Sensor / Near InfraRed Imager Slitless Spectrograph)
- il sistema navicella 
  - Schermo solare (Sunshield)
  - Sottosistema navigatore (Spacecraft Bus)
  - Pannelli solari, antenna di comunicazione ad alto guadagno e altri strumenti di controllo e orientamento del telescopio.

La strumentazione scientifica è collegata e nel contempo distanziata dal sistema navicella da un braccio telescopico (Deployable Tower Assembly, DTA) realizzato in materiale composito grafite-epossidico, che garantisce stabilità a dispetto delle notevoli escursioni termiche. Tale torretta, oltre a proteggere ulteriormente l'ottica dalle eventuali vibrazioni e dal calore dissipato dal blocco strumenti ISIM, ha lo scopo di consentire ai vari componenti, in fase di dispiegamento nello spazio, di muoversi automaticamente senza entrare in contatto.

## Lancio, orbita e posizionamento

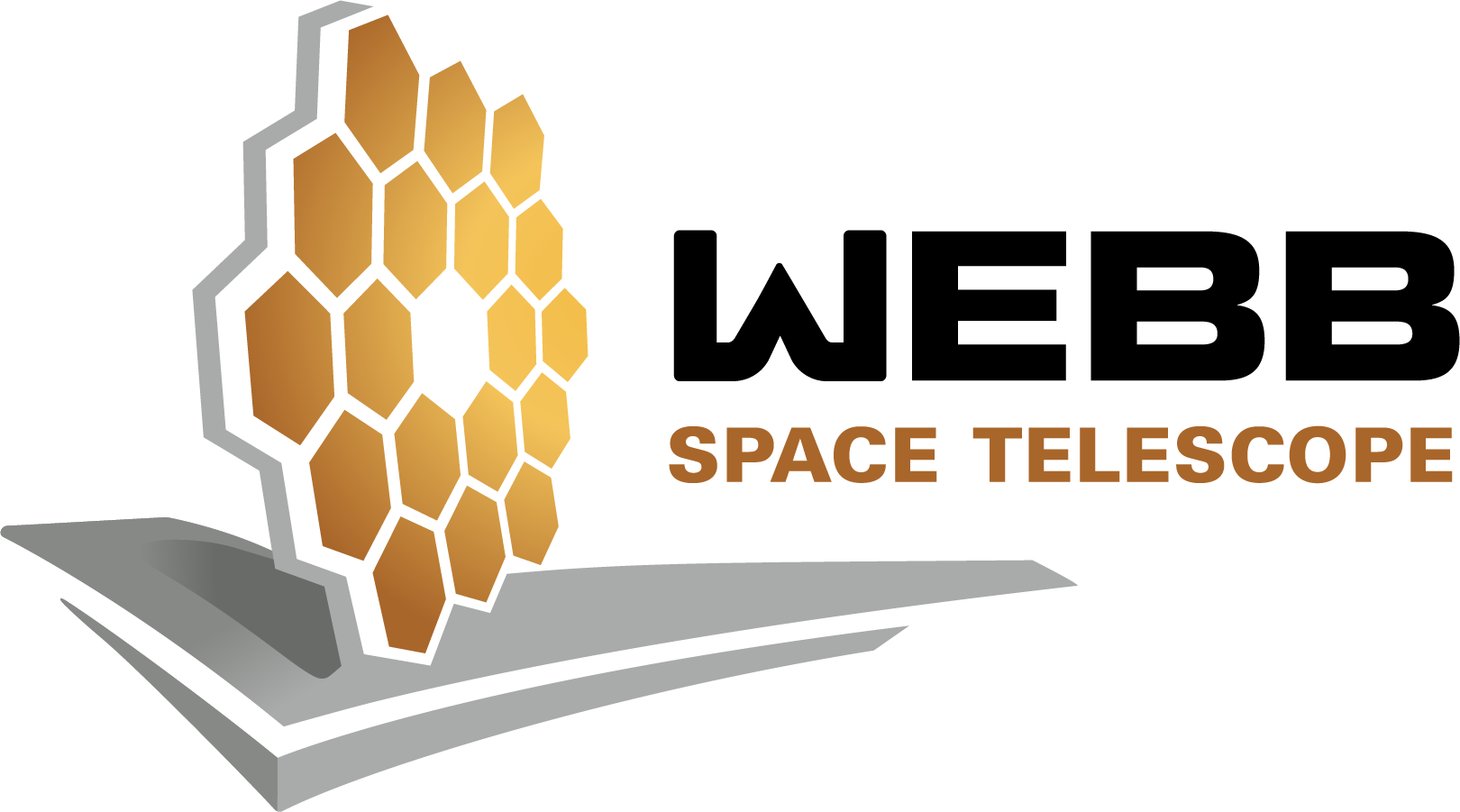
Logo del lancio del telescopio spaziale James Webb

Il lancio del telescopio spaziale James Webb è avvenuto il 25 dicembre 2021, su un razzo Ariane 5 dalla rampa di lancio ELA-3 di Arianespace, complesso situato nei pressi di Kourou, in Guiana francese, fornito dall'ESA. La vicinanza equatoriale e la rotazione terrestre contribuiscono ad una spinta ulteriore del razzo vettore.
Il 24 gennaio 2022, il JWST ha completato l'inserimento in orbita intorno al secondo punto di Lagrange (L2). Il punto di equilibrio L2 si trova a 1 500 000 km dalla Terra, in direzione opposta al Sole lungo l'asse Sole-Terra. Nonostante il raggio orbitale maggiore rispetto a quello della Terra, un corpo in orbita intorno a L2 mantiene un periodo orbitale pari a quello terrestre per via della somma dei campi gravitazionali del Sole e della Terra. Il telescopio si è attestato sul punto L2 in un'orbita halo, inclinato rispetto al piano dell'eclittica. Poiché L2 è un punto di equilibrio instabile in cui le accelerazioni gravitazionali esercitate da Sole e Terra costituiscono delle accelerazioni centripete la cui somma consente al telescopio di compiere l'orbita determinata, la sonda segue una traiettoria chiusa intorno al punto di Lagrange nel suo moto di rivoluzione intorno al Sole. La particolarità di questa orbita è di allineare il telescopio su un asse teorico, permettendo allo scudo termico di proteggerlo dalla luce e dal calore di Sole, Terra e Luna.

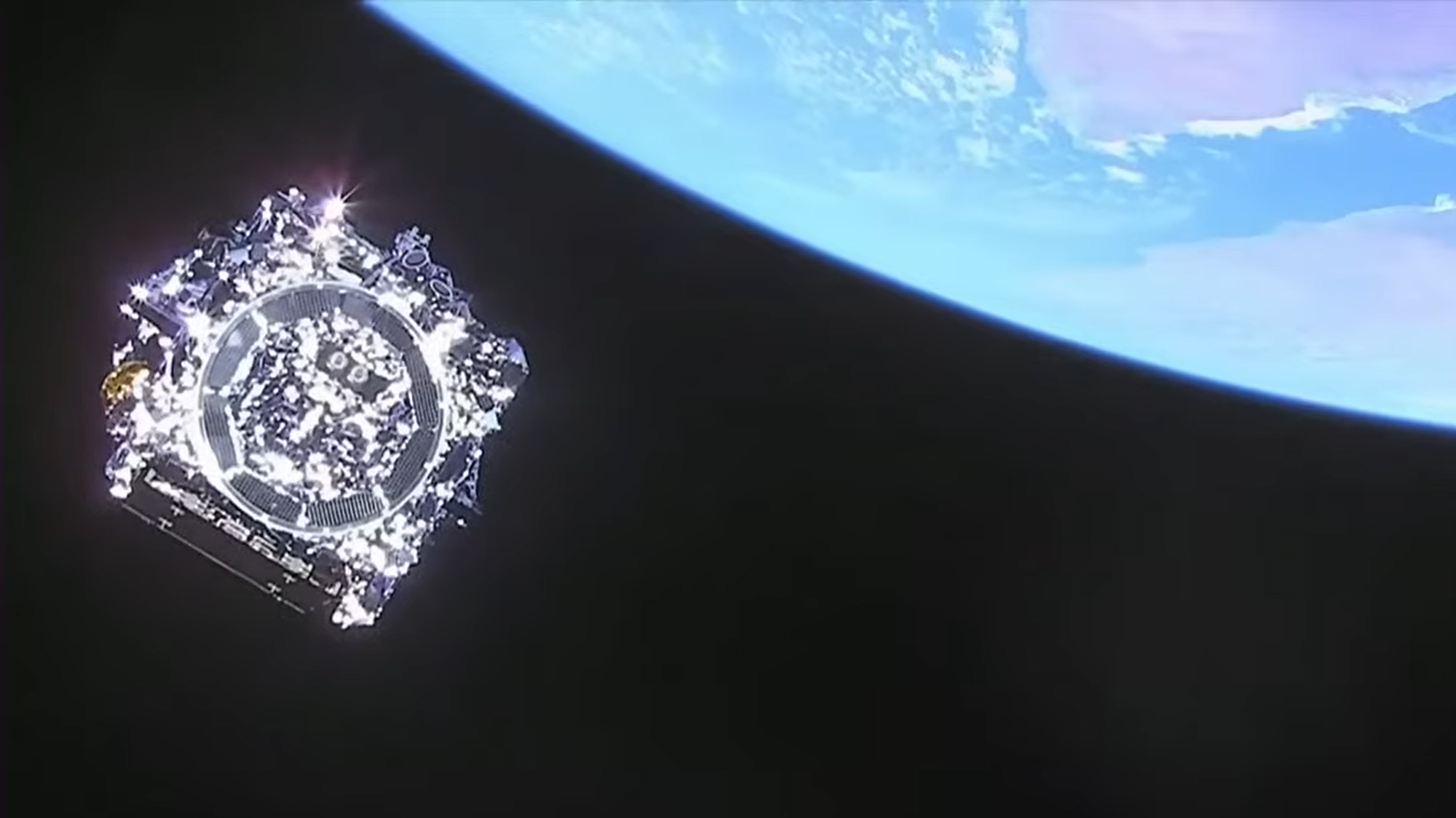
Il Webb visto dal secondo stadio dell'Ariane 5 in seguito al distacco. L'immagine è stata ricevuta dalla base dell'Agenzia Spaziale Italiana a Malindi, in Kenya.

La posizione di JWST presso L2 rende continue le comunicazioni con la Terra, effettuate attraverso il Deep Space Network (DSN) del JPL, che utilizza tre antenne radio situate in Australia, Spagna e California. Durante le operazioni di routine, JWST effettua sequenze in uplink di comandi e dati di downlink fino a due volte al giorno, attraverso il DSN. L'osservatorio è in grado di eseguire sequenze di comandi (controlli e osservazioni) in modo autonomo. Lo Space Telescope Science Institute, gestore delle ricerche e dei dati, trasferisce i dati settimanalmente ed effettua le opportune correzioni giornalmente.

### Sequenza temporale di avvicinamento all'orbita L2

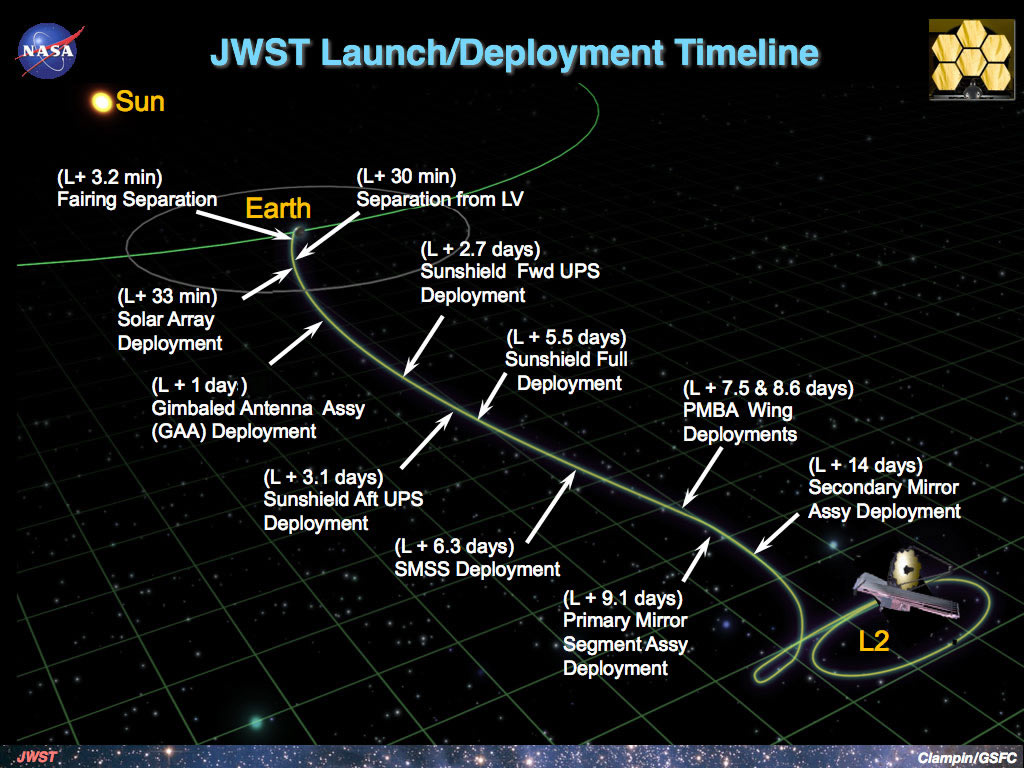
Sequenza di avvicinamento all'orbita L_{2}

Successivamente al lancio, il raggiungimento dell'orbita consta di fasi programmate in cui vengono effettuate circa 200 operazioni tra correzioni di rotta, assestamenti e controlli delle apparecchiature:
- Primo giorno: decollo. Il razzo Ariane fornisce la spinta per circa 8 minuti. Webb si separa dal vettore Ariane V mezz'ora dopo il lancio e successivamente dispiega il pannello solare e altri sistemi; spiegamento dell'antenna ad alto guadagno, superamento dell'orbita lunare e prima manovra correttiva.
- Nella prima settimana: seconda manovra correttiva. Apertura completa dello scudo termico e tensione degli strati isolanti dello schermo solare. Spiegamento specchio secondario e apertura delle ali dello specchio primario.
- Nel primo mese: inizializzazione software e correzione definitiva dell'orbita di volo. Raggiungimento orbita L2; sollecitazioni elettroniche del modulo ISIM.
- Nel secondo mese: accensione Fine Guidance Sensor, NIRCam e NIRSpec. Test NIRCam di prima immagine; primo allineamento segmenti specchio primario.
- Nel terzo mese: allineamento definitivo segmenti specchio primario, attivazione MIRI e prime immagini scientifiche. Assestamento finale sull'orbita L2.
- Dal quarto al sesto mese: ottimizzazione NIRCam e calibratura di tutti gli altri strumenti.
- Dopo sei mesi: Webb ha iniziato la sua missione scientifica.

L'8 gennaio 2022 la NASA ha comunicato che lo specchio primario è stato dispiegato al 100%.

## Perché un telescopio ad infrarossi
L'opacità dell'atmosfera terrestre, causata da elementi come vapore acqueo e anidride carbonica, ostacola la visualizzazione dei telescopi ottici a terra in quanto la luce proveniente dallo spazio viene bloccata o alterata da questi elementi, nonostante le recenti innovazioni dovute all'ottica adattiva che corregge le sfocature in campi ridotti e in presenza di stelle luminose. Il telescopio spaziale Hubble ha ovviato a queste implicazioni, orbitando oltre l'atmosfera. La polvere cosmica e i gas delle nubi interstellari sono però un limite anche per i telescopi ottici spaziali. Inoltre, poiché l'Universo è in costante espansione, la luce dei corpi nello spazio profondo in allontanamento tende anch'essa a spostarsi, giungendo quindi al rilevatore con ridotta frequenza (spostamento verso il rosso). Questi oggetti sono perciò rilevabili più facilmente se osservati con strumenti ottimizzati per lo studio delle frequenze nell'infrarosso.
Le osservazioni a raggi infrarossi consentono lo studio di oggetti e di regioni dello spazio altrimenti oscurate dai gas e dalle polveri nello spettro visibile. Le nubi molecolari feconde di formazioni stellari, i dischi protoplanetari, e i nuclei di galassie attive sono tra gli oggetti relativamente freddi (rispetto alle temperature stellari) che emettono radiazioni prevalentemente nell'infrarosso e quindi studiabili da un telescopio a infrarossi.

### Studio dei corpi nel vicino e medio infrarosso
A seconda delle proprietà termiche e fisiche dei corpi oggetto di studio, le osservazioni nel medio e vicino infrarosso sono più appropriate in base al seguente prospetto:
| Vicino infrarosso                           | Medio infrarosso                                                 |
| ------------------------------------------- | ---------------------------------------------------------------- |
| Luce ultravioletta dalle galassie distanti  | Luce visibile delle galassie distanti                            |
| Molecole e atomi ad alte energie            | Molecole a basse energie                                         |
| Sistemi protostellari in formazione         | Stelle molto giovani in formazione                               |
| Esopianeti caldi vicini alle proprie stelle | Esopianeti distanti dalle proprie stelle a temperature terrestri |

Le osservazioni nel medio infrarosso caratterizzeranno nane brune, comete e altri oggetti della fascia di Kuiper, pianeti del sistema solare ed esopianeti.

## Ricerca scientifica
JWST è un telescopio general-purpose, diversamente da missioni quali Gaia, Spitzer, Fermi, finalizzate a studi settoriali specifici. Le ricerche spaziano tra ampi settori di astronomia, astrofisica, cosmologia. Le osservazioni del Webb, anche a seguito della scoperta del campo ultra profondo di Hubble, sono incentrate su alcuni temi principali, grazie ai diversi strumenti progettati e dedicati allo studio di lunghezze d'onda differenti:

### Cosmologia e struttura dell'Universo: prima luce
- Il JWST consentirà di studiare la struttura a grande scala dell'Universo, che si espande o contrae sotto l'influenza della gravità della materia al suo interno. Tramite l'osservazione di remote supernove con luminosità nota, si potrà stimarne le dimensioni e la struttura geometrica, approfondendo gli studi teorici sulla natura e la densità della materia oscura e dell'energia oscura. Rilevando sottili distorsioni nelle forme delle galassie più lontane causate dalle deformazioni gravitazionali di masse invisibili sarà possibile studiare la distribuzione della materia oscura, il suo rapporto con la materia ordinaria e l'evoluzione di galassie come la via Lattea. Mediante campagne osservative nel vicino infrarosso e successive analisi in follow-up a bassa risoluzione spettroscopica e fotometrica nel medio infrarosso verrà approfondito lo studio delle galassie più antiche.Rappresentazione dell'evoluzione dell'Universo

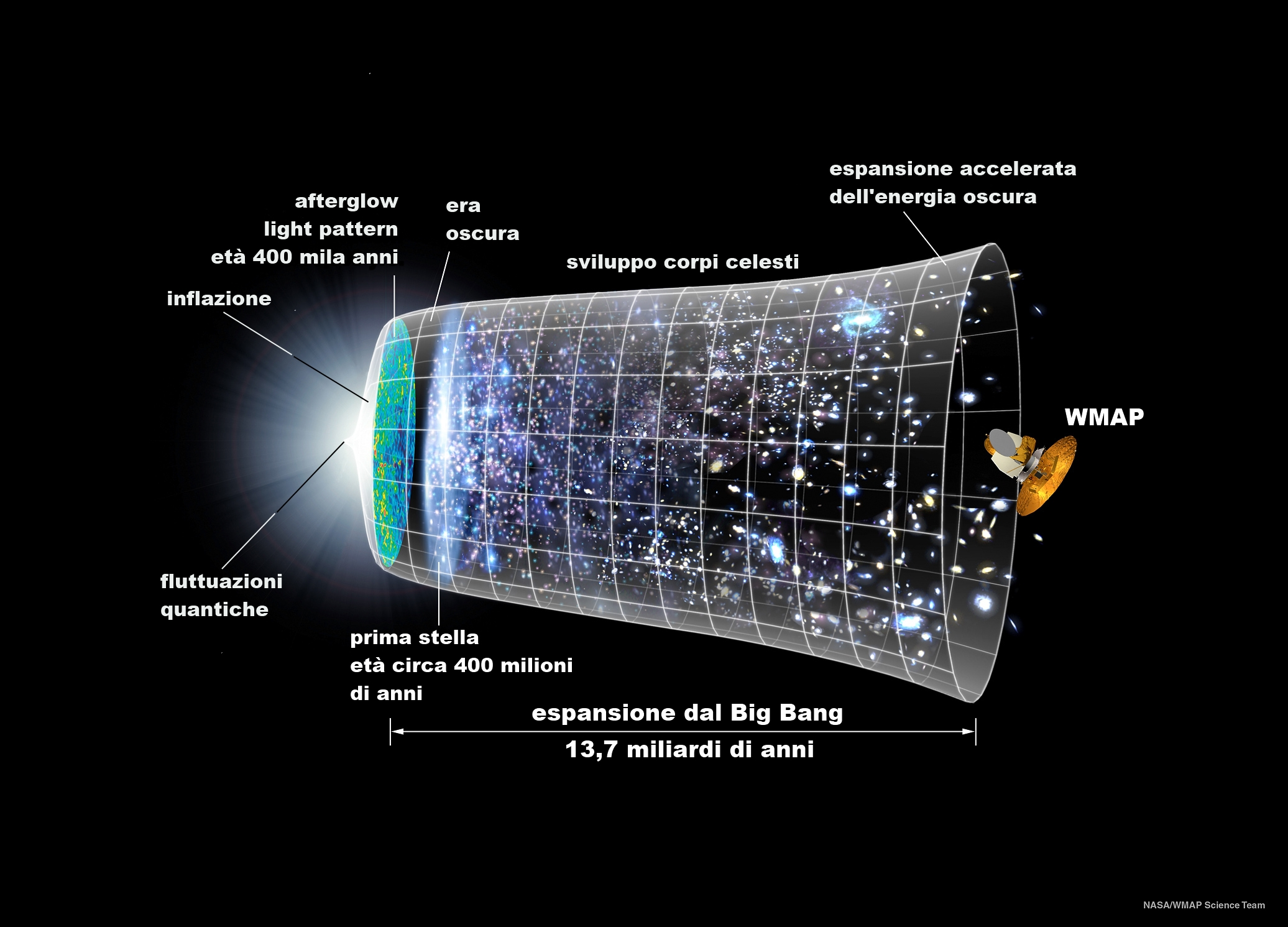
Rappresentazione dell'evoluzione dell'Universo

- Con il JWST si potrà approfondire la teoria sulla reionizzazione[28], il periodo primordiale dell'Universo in cui l'idrogeno neutro sarebbe reionizzato in seguito alla crescente radiazione delle prime stelle massicce. Successivamente al raffreddamento dell'universo i protoni e neutroni si combinarono in atomi ionizzati di idrogeno e deuterio, quest'ultimo ulteriormente fuso in elio-4 e conseguente costituzione delle prime stelle massicce ad opera della forza di gravità e in seguito esplose come supernove.

### Origine ed evoluzione delle prime galassie
- La capacità di JWST di sondare la regione infrarossa dello spettro ad altissima sensibilità permetterà di superare i limiti dei telescopi ottici e catturare la luce debole, spostata verso il rosso, degli oggetti più antichi e lontani. Il JWST consentirà di indagare sulla presenza di buchi neri nella maggior parte delle galassie e la loro percentuale di massa, rispetto alla materia visibile.
- Webb sarà in grado di vedere i cluster delle prime stelle formatesi in seguito al raffreddamento dell'idrogeno e alla costituzione degli elementi chimici più pesanti, necessari alla formazione dei pianeti e della vita. Inoltre osserverà le fasi costitutive dell'Universo, a seguito dell'esplosione successiva delle prime stelle in supernove che hanno formato le prime galassie nane ricche di gas, progenitrici delle galassie attuali che hanno formato la struttura cosmica oggi conosciuta. JWST, analizzando le spettrografie delle singole stelle nelle regioni affollate, studierà la conformazione, il rigonfiamento dei dischi centrali delle galassie, le stelle più antiche, le analogie con la via Lattea, la distribuzione della materia passata e presente e le relazioni di questa materia con la formazione stellare.

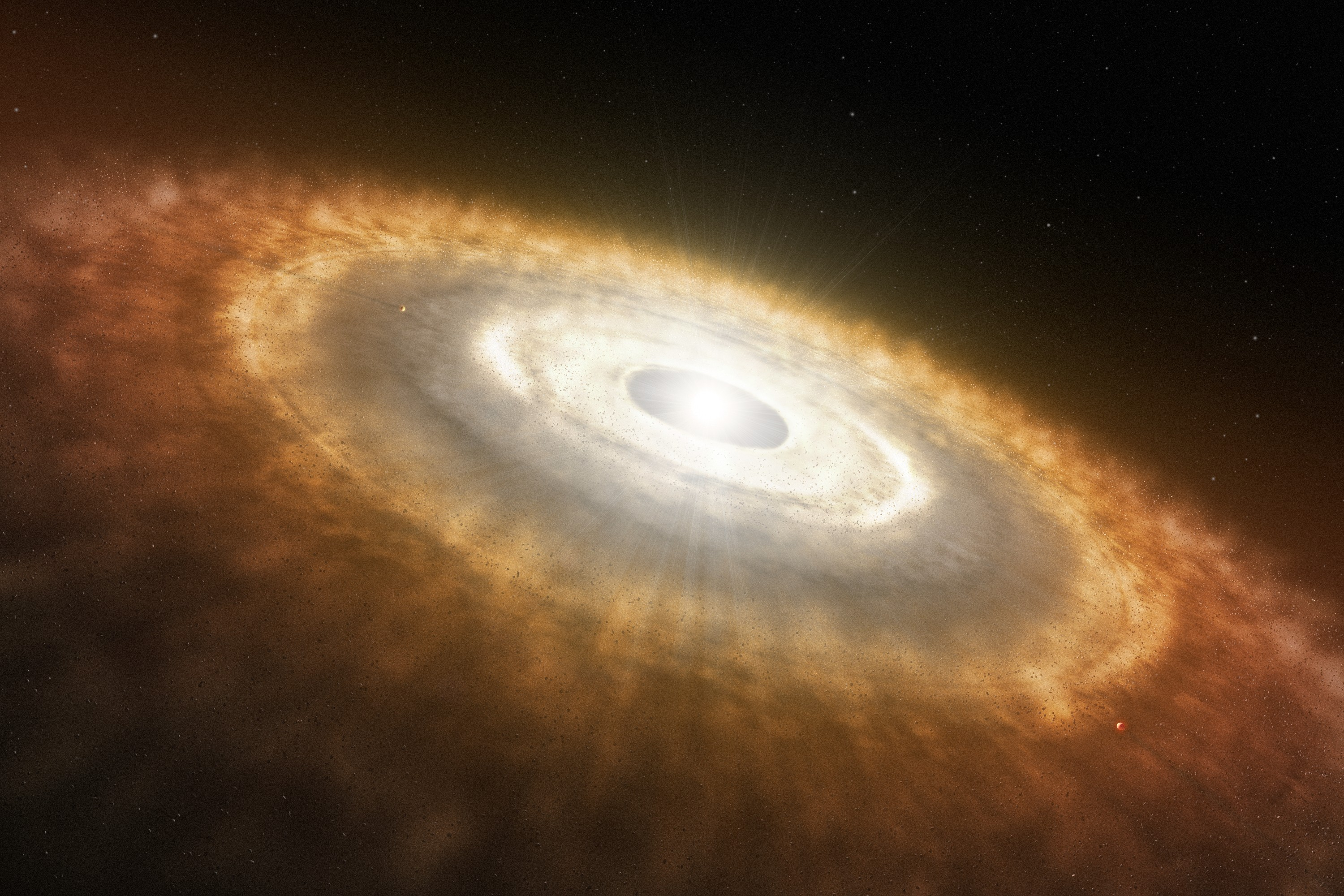
Modello di una giovane stella circondata da un disco proto-planetario

### Nascita e formazione di stelle e pianeti
- JWST sarà in grado di penetrare le nubi di polvere nei dischi proto-stellari, studiando i parametri che definiscono la massa di una stella in formazione e oggetti di massa minore, nane brune e pianeti delle dimensioni di Giove[29] (gioviani), che non raggiungono uno stato aggregativo tale da consentire una formazione stellare.

### Evoluzione dei sistemi planetari e condizioni per la vita
- Mediante la tecnica dei transiti, della velocità radiale e con osservazioni di follow-up supportate da telescopi a terra verranno stimate le masse di esopianeti e studiate le loro atmosfere cercando eventuali biofirme.[30] I coronografi e lo studio spettroscopico consentiranno la visualizzazione diretta in banda infrarosso di esopianeti vicino a stelle luminose, comprese eventuali differenze stagionali, la possibile vegetazione, la rotazione, il clima. La spettroscopia, analizzando la luce riflessa degli esopianeti e separandola in lunghezze d'onda distinte permetterà di identificare i loro componenti chimici per determinarne le componenti atmosferiche. Webb potrà cercare biofirme chimiche, come ozono e metano, generati da processi biologici. L'ozono si forma quando l'ossigeno prodotto da organismi fotosintetici (quali alberi e fitoplancton) sintetizzano la luce. Poiché l'ozono è fortemente legato alla presenza di organismi, Webb lo cercherà in atmosfere planetarie come possibile indicatore di vita elementare. JWST, a causa della luce solare, non potrà essere rivolto verso i corpi interni al sistema quali Luna, Venere e Mercurio, ma potrà caratterizzare tutti i corpi esterni a Marte, gli asteroidi Near-Earth, comete, lune planetarie e corpi ghiacciati del sistema solare esterno.

## Struttura dell'osservatorio
I blocchi logici dell'osservatorio James Webb sono tre: il sistema ottico (OTE, Optical Telescope Element) che include lo specchio primario e la struttura di sostegno; la strumentazione scientifica (ISIM, Integrated Science Instrument Module); il sistema navicella, che comprende il bus navicella (Spacecraft Bus) e lo scudo termico (Sunshield).

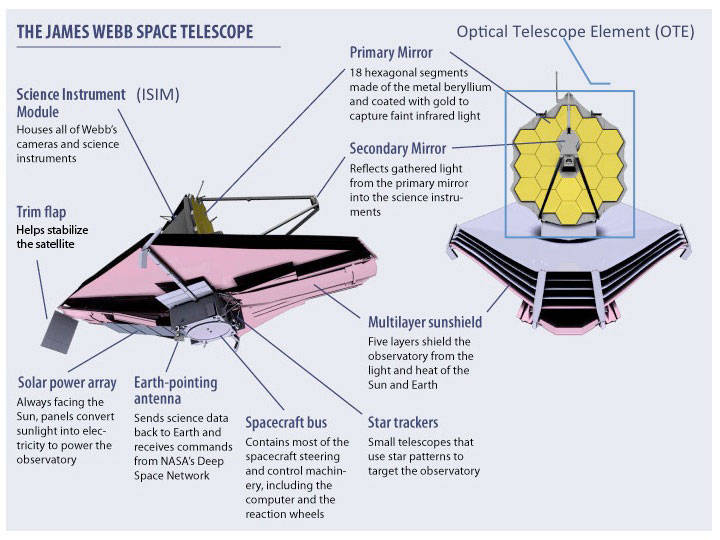
Schema a blocchi dell'osservatorio

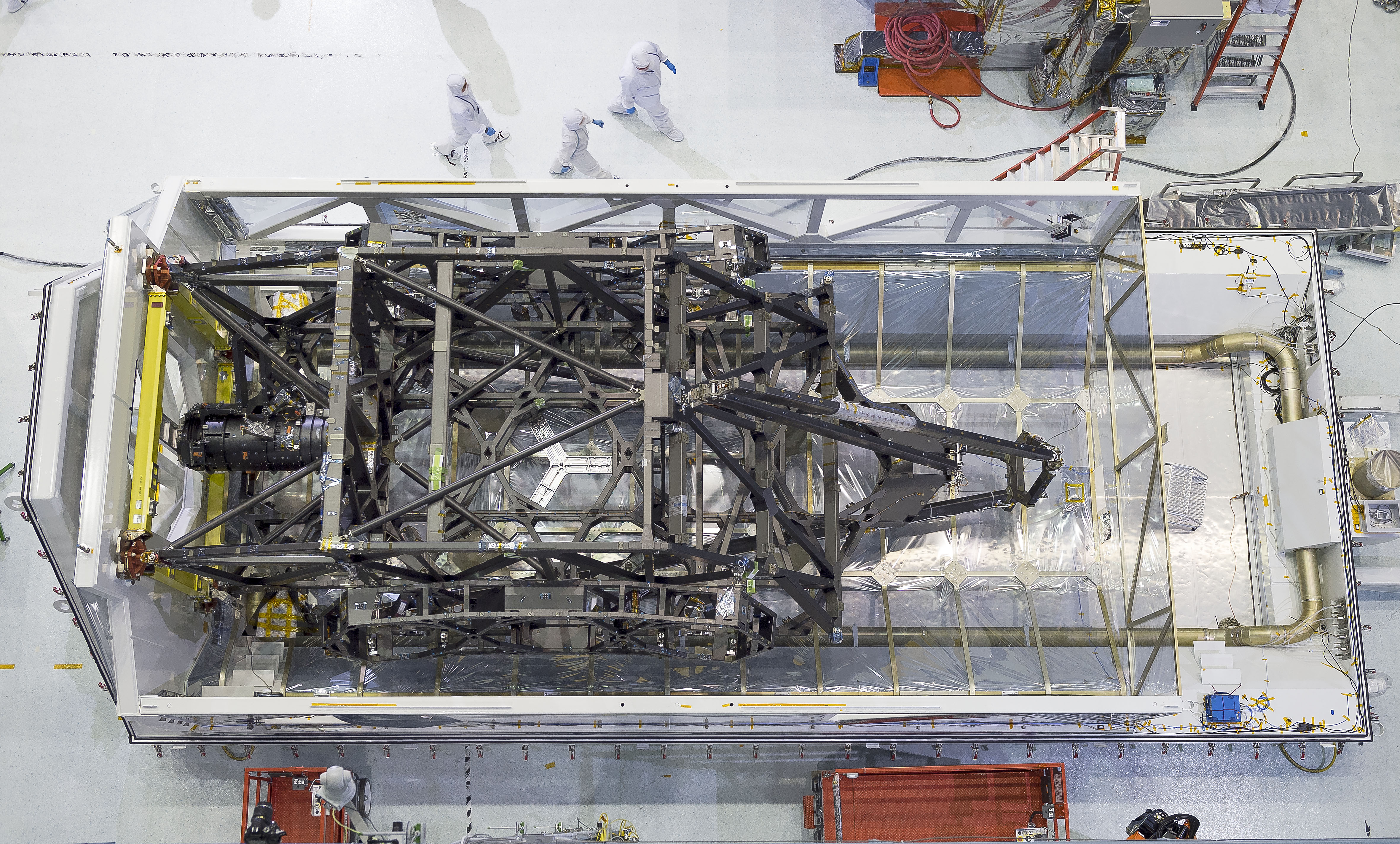
Il backplane incapsulato

La struttura portante (backplane) dello specchio primario è costituita da uno scheletrato di grafite composita, titanio e Invar, fornito dall'azienda Orbital ATK. Sostiene i 18 segmenti esagonali dello specchio e il modulo degli strumenti scientifici. È costituita da tre sezioni, una centrale (Pathfinder) che sorregge 12 specchi e due ali laterali pieghevoli verticali supportanti ciascuna 3 specchi. Questa conformazione si è resa necessaria in quanto la larghezza dello specchio è superiore alla capacità di stiva del razzo Ariane. Il piano della struttura è convesso in modo da ridurre al minimo le correzioni da effettuarsi per avere come risultante un piano focale. Frontalmente alla struttura è collocato lo specchio secondario.
La struttura è progettata per garantire stabilità termica a temperature inferiori a -240 °C ( -400 °F) con una tolleranza d'errore sotto i 32 nanometri.

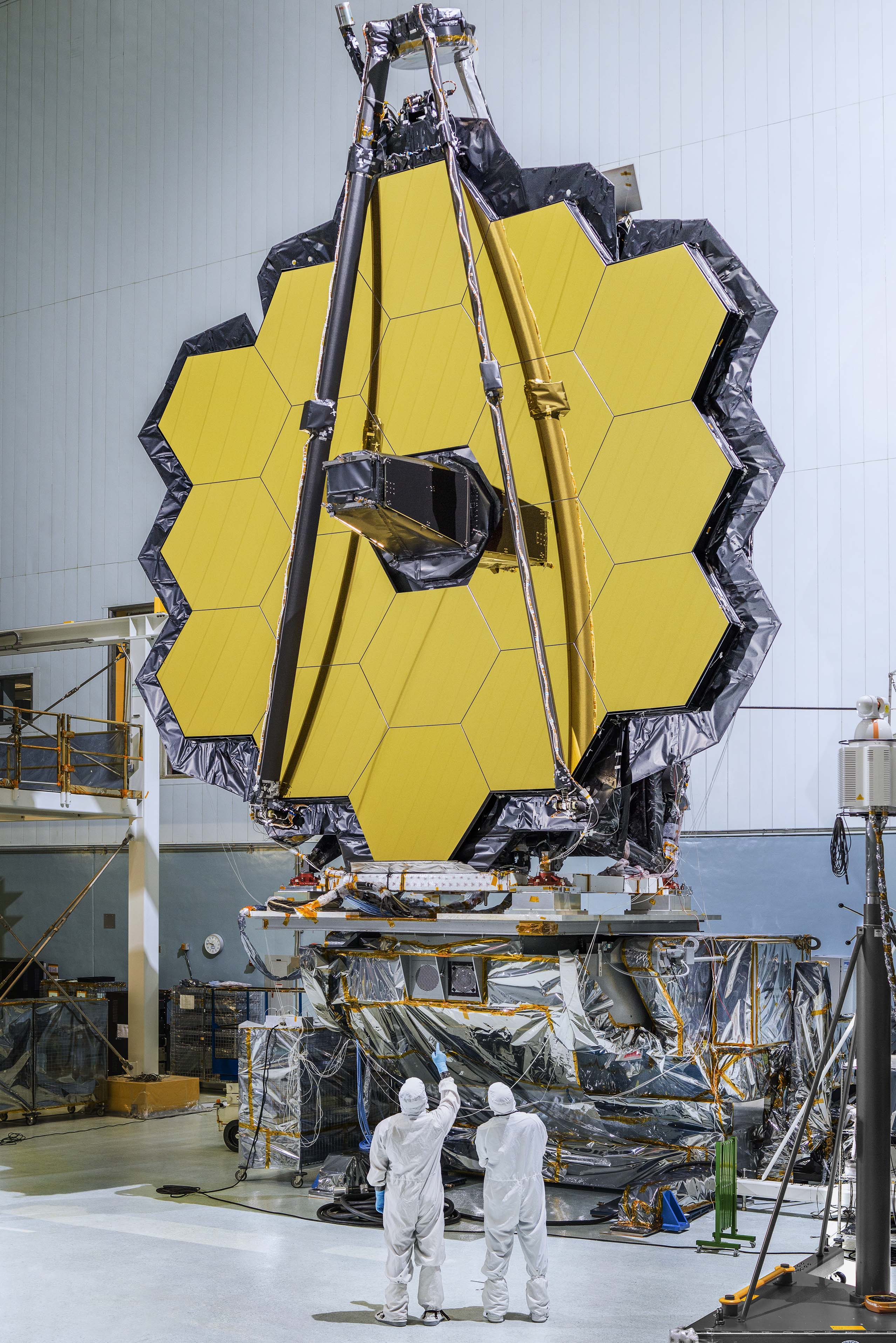
I segmenti dello specchio montati sulla struttura

### Specchio (OTE)
Lo specchio primario è costituito da 18 elementi esagonali in berillio affiancati a nido d'ape. Ogni singolo specchio, delle dimensioni di 1,4 metri, è ricoperto da una lamina d'oro spessa 1000 Angstrom (100 nanometri), che riflette meglio la luce infrarossa. La lamina d'oro è a sua volta ricoperta da un sottile strato di SiO2 amorfo (vetro) per proteggerla da graffi in caso di manipolazione o piccole particelle. In fase di lancio lo specchio primario è compattato in 3 sezioni e stivato nel razzo; successivamente è dispiegato con micromotori. La tecnologia ottica del JWST consta di tre specchi anastigmatici in configurazione Korsch.

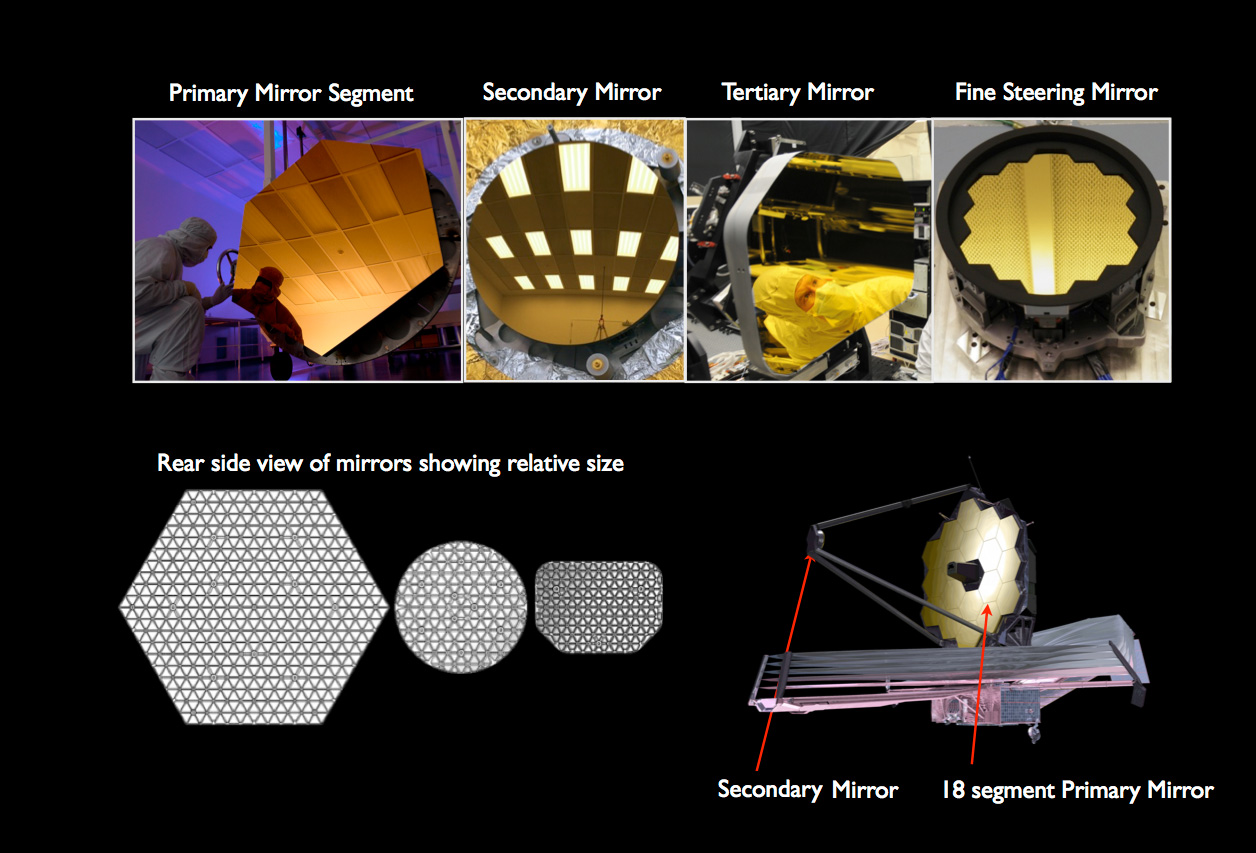
I quattro tipi di specchio del sistema ottico

In questa configurazione, lo specchio primario è concavo, il secondario è convesso e funziona leggermente fuori asse; lo specchio terziario rimuove l'astigmatismo risultante e appiattisce anche il piano focale. Ciò consente anche un ampio campo di vista per produrre immagini senza aberrazioni ottiche. Il sistema di specchi comprende un ulteriore specchio piatto (fine steering mirror) per convogliare la luce agli strumenti. Il gruppo ottico è fornito da Ball Aerospace & Technologies Corp, azienda contraente di Northrop Grumman Aerospace Systems.

### Strumenti scientifici
Gli strumenti scientifici sono il cuore del JWST e sono contenuti all'interno del modulo scientifico integrato, ISIM (Integrate Science Instrument Module). L'ISIM fornisce energia elettrica, risorse di calcolo, raffreddamento e stabilità strutturale al telescopio Webb. È realizzato con un legante composito di grafite epossidica fissato al lato inferiore della struttura del telescopio del Webb. L'ISIM contiene quattro strumenti scientifici e una macchina fotografica guida.

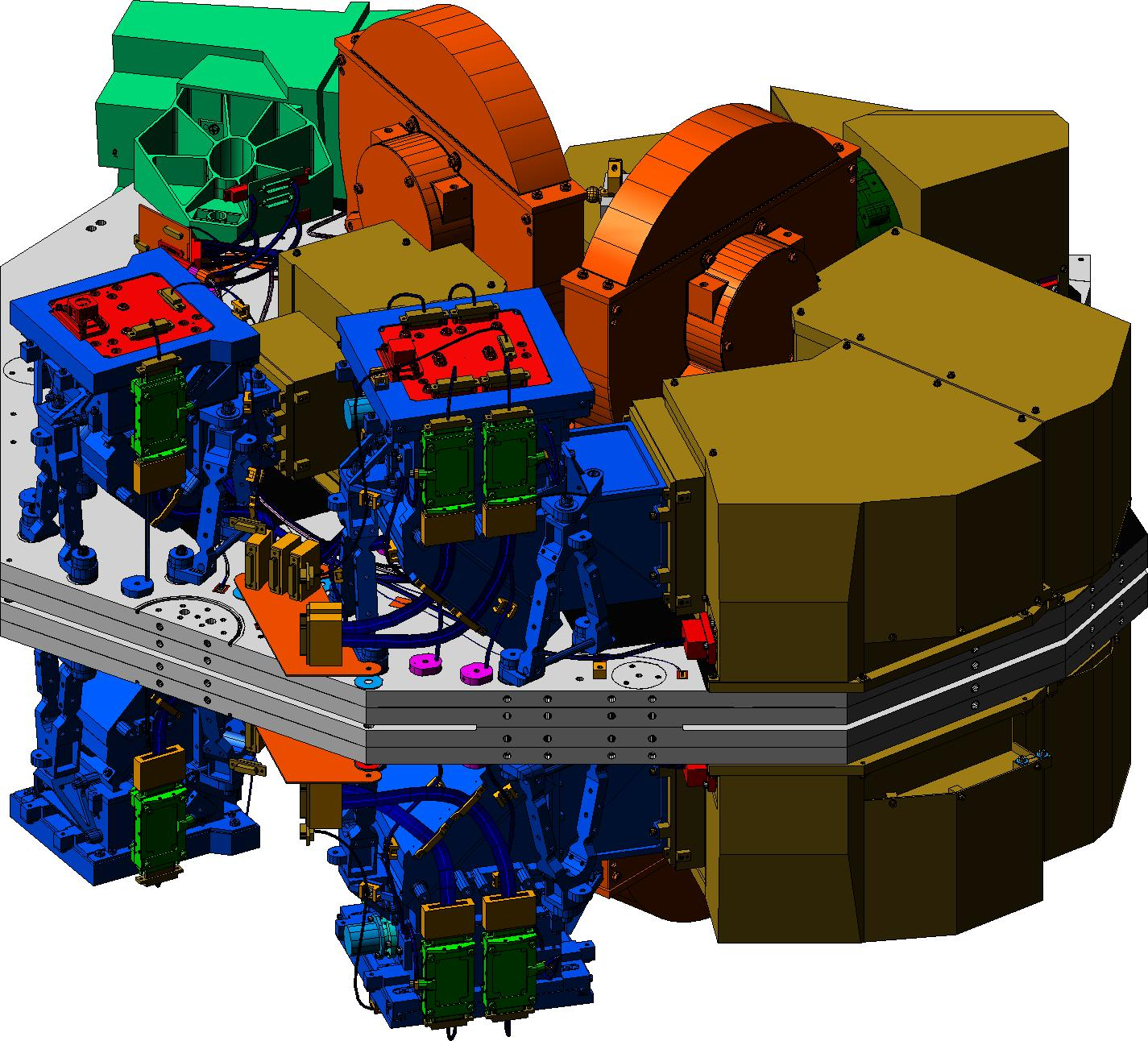
NIRCam

#### NIRCam
La NIRCam (Near InfraRed Camera) è la principale macchina fotografica del Webb. Coprirà la gamma di lunghezze d'onda in infrarosso da 0,7 a 4,8 micrometri, adiacente alle frequenze del visibile. NIRCam consentirà di studiare il processo di formazione delle prime galassie; la popolazione di stelle in galassie vicine; giovani stelle negli oggetti della Via Lattea e della Cintura di Kuiper. NIRCam è dotata di coronografi, che consentono di effettuare fotografie di oggetti molto deboli attorno a corpi luminosi, determinando le caratteristiche dei sistemi stellari in esame. I coronografi di NIRCam bloccano la luce degli oggetti luminosi, consentendo di visualizzarne le immediate vicinanze: ciò permette l'osservazione di oggetti deboli quali pianeti extrasolari, arrivando a caratterizzarne le atmosfere, e dischi circumstellari molto vicini a stelle luminose. NIRCam servirà anche come sensore di fronte d'onda dell'osservatorio, necessario per le attività di rilevamento e di controllo. NIRCam è stata sviluppata dall'Università dell'Arizona e dal centro di tecnologie avanzate della Lockheed-Martin di Palo Alto, California.

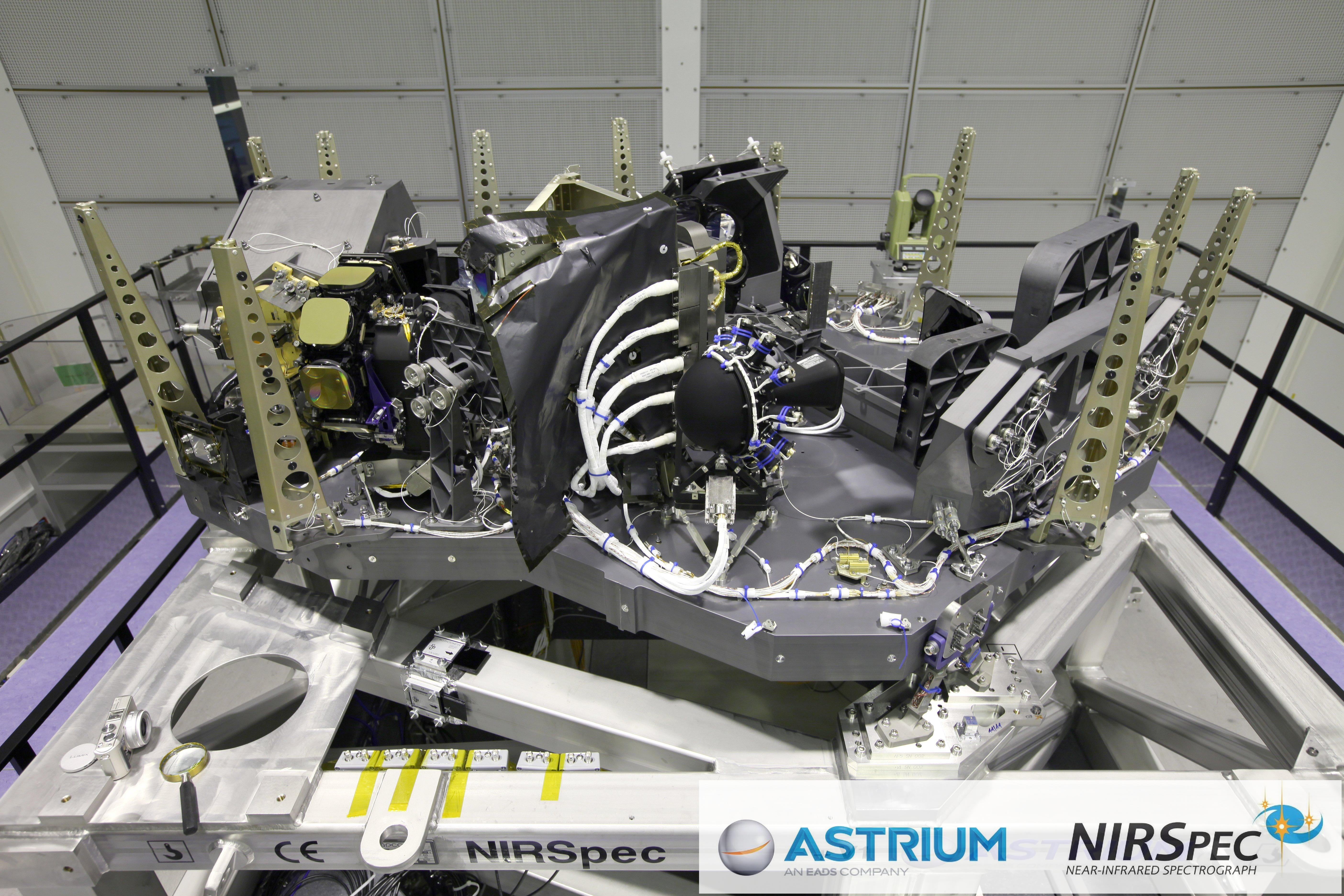
NIRSpec

#### NIRSpec
Il NIRSpec (Near InfraRed Spectrograph) è uno spettrografo operante nel vicino infrarosso ad un intervallo di lunghezze d'onda da 0,6 a 5 micrometri, con una durata di utilizzo minima stimata in 5 anni. Lo strumento è stato progettato e costruito dall'ESA all'ESTEC, Paesi Bassi, mentre i sottosistemi sono stati sviluppati al Goddard Space Flight Center. Il NIRSpec ha tre modalità operative: a bassa, media e alta risoluzione e a seconda della modalità, per la spettroscopia verrà utilizzato un prisma o uno spettroscopio in modalità long-slit (a lunga fenditura). La commutazione delle modalità viene effettuata grazie ad una tecnologia usata con successo sul foto-polarimetro dell'Infrared Space Observatory, il telescopio spaziale ad infrarossi che l'ESA, la NASA e la JAXA lanciarono con successo nel 1995.
Uno spettrografo (o spettrometro) viene usato per scindere la luce di un oggetto in uno spettro. Analizzando lo spettro di un oggetto si studiano le sue proprietà fisiche, tra cui la temperatura, la massa e la composizione chimica. Al fine di raccogliere la debole luce spettrale dei corpi lontani, NIRSpec è stato progettato per osservare 100 oggetti contemporaneamente mediante un sistema innovativo di micro-otturatori che campionano e selezionano la luce in entrata nel NIRSpec. Questi otturatori possono essere controllati singolarmente per visualizzare o bloccare determinate porzioni di cielo e la luce interferente dei corpi più vicini e luminosi.

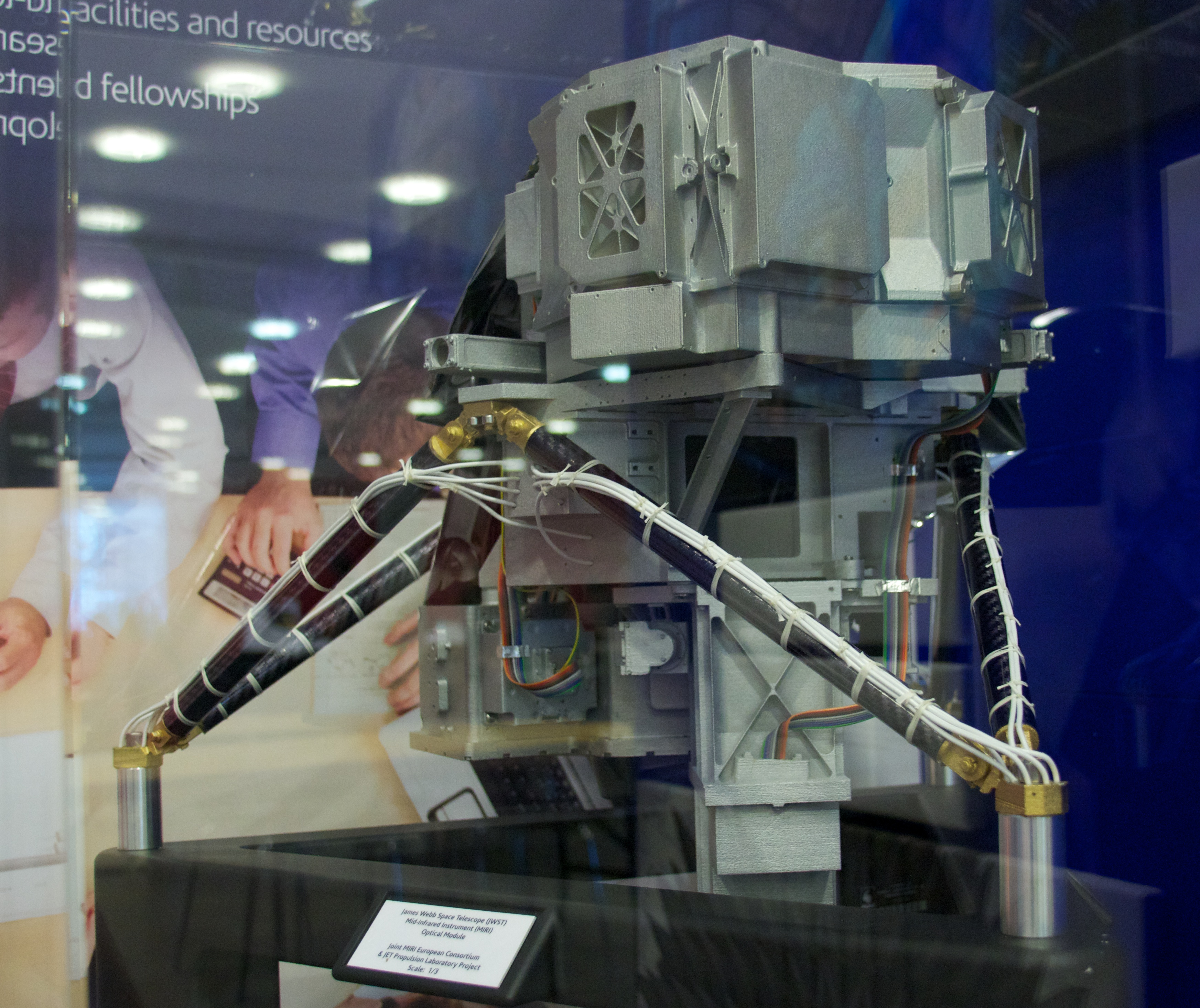
Modello MIRI

#### MIRI
MIRI (Mid Infrared Instrument) è composta da una macchina fotografica e da uno spettrografo che rileva la luce nella regione del medio infrarosso dello spettro elettromagnetico, coprendo lunghezze d'onda da 5 a 28 micrometri. I suoi sensibili rilevatori permetteranno di vedere la luce shiftata di galassie lontane, stelle di nuova formazione, deboli comete e oggetti nella fascia di Kuiper. La fotocamera di MIRI fornirà una visualizzazione a largo campo come quella di Hubble. Lo spettrografo consentirà una spettroscopia a media risoluzione, fornendo accurati dettagli fisici dei corpi osservati.
MIRI opera sotto i 6 Kelvin, temperatura garantita da un refrigeratore meccanico ad elio situato sul lato caldo dello scudo termico. MIRI è stata costruita dal Consorzio MIRI.

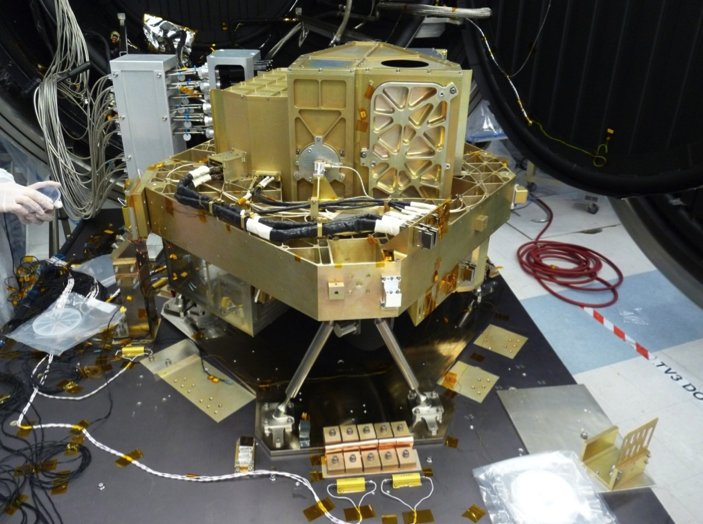
FGS NIRISS

#### FGS/NIRISS
FGS/NIRISS (Fine Guidance Sensor / Near Infrared Imager and Slitless Spectrograph) è uno spettrografo visualizzatore nel vicino infrarosso, sarà usato per il test di prima luce, rilevamento e caratterizzazione di esopianeti e spettroscopia per transiti planetari. FGS/NIRISS ha una lunghezza d'onda di 0,8 a 5,0 micrometri con tre camere, fornendo così un terzo livello di ridondanza nei dati. Ognuna delle fotocamere analizza una lunghezza d'onda separata.
Il sensore di orientamento è utilizzato per stabilizzare il percorso ottico (line-of-sight) dell'osservatorio durante le osservazioni scientifiche. Le rilevazioni del FGS sono utilizzate per controllare l'orientamento della navicella ed effettuare le micro correzioni per la stabilizzazione delle immagini. Insieme al FGS è montato il NIRISS, uno spettrografo slitless per la visualizzazione astronomica in lunghezza d'onda a 0,8-5 micrometri. I due strumenti sono gestiti dall'Agenzia spaziale canadese.
La gestione e il trasferimento dei dati tra le varie componenti del modulo ISIM vengono effettuati tramite tecnologia SpaceWire, uno standard di gestione avanzato dei dati nei sistemi di comunicazione spaziali.

### Bus
Il bus navicella (Spacecraft Bus) fornisce le funzioni di supporto necessarie per il funzionamento dell'osservatorio. Alloggia i seguenti sottosistemi:
- Sistema di controllo dell'assetto
- Sistema di gestione e comando dei dati
- Sistema di propulsione
- Sistema di controllo termico
- Sistema di comunicazione
- Sistema elettrico di alimentazione

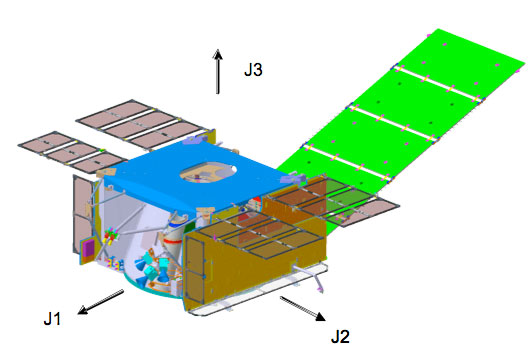
Schema a blocchi del Bus, con evidenziati il pannello solare (verde) ed i radiatori (viola)

Il sistema di controllo dell'assetto comanda l'orientamento dell'osservatorio mantenendolo in un'orbita stabile, e fornisce un primo puntamento per l'area del cielo oggetto di studio, a cui segue un controllo più mirato ad opera del FGS: controlla il momento della navicella elaborando i dati dai sensori dei giroscopi e inviando i comandi necessari alle ruote di reazione o ai propulsori.
Il sistema di gestione e comando dei dati (C & DH, Command & Data Handling) è il cervello del bus navicella. Elabora la telemetria (CTP) del sistema di comunicazione sollecitando lo strumento appropriato e dispone di una unità di memoria a stato solido (Solid State Recorder, SSR) per i dati dell'osservatorio. Il CTP controlla l'interazione tra gli strumenti scientifici, la SSR e il sistema di comunicazione.
Il sistema di propulsione contiene i serbatoi e i razzi che, quando richiesto dal controllo di assetto del sistema, vengono accesi per mantenere l'orbita.
Il sistema di controllo termico mantiene stabile la temperatura di funzionamento del bus navicella.
Il sistema di comunicazione riceve i comandi dal centro operativo di controllo a terra (OOC) e vi trasmette i dati scientifici e di stato.
Il sistema elettrico di alimentazione converte la radiazione solare raccolta dai pannelli solari in energia elettrica per azionare i sottosistemi del bus e la strumentazione scientifica del modulo ISIM.
Il Bus è collegato al sottosistema ottico tramite una torretta telescopica che viene protesa in fase di posizionamento dell'osservatorio. La sua struttura, costituita essenzialmente in grafite composita, pesa circa 650 kg e supporta il peso del telescopio, 6,5 ton. Il bus può garantire un puntamento di un secondo d'arco e isola le vibrazioni fino a due milliarcosecondi.

### Scudo termico

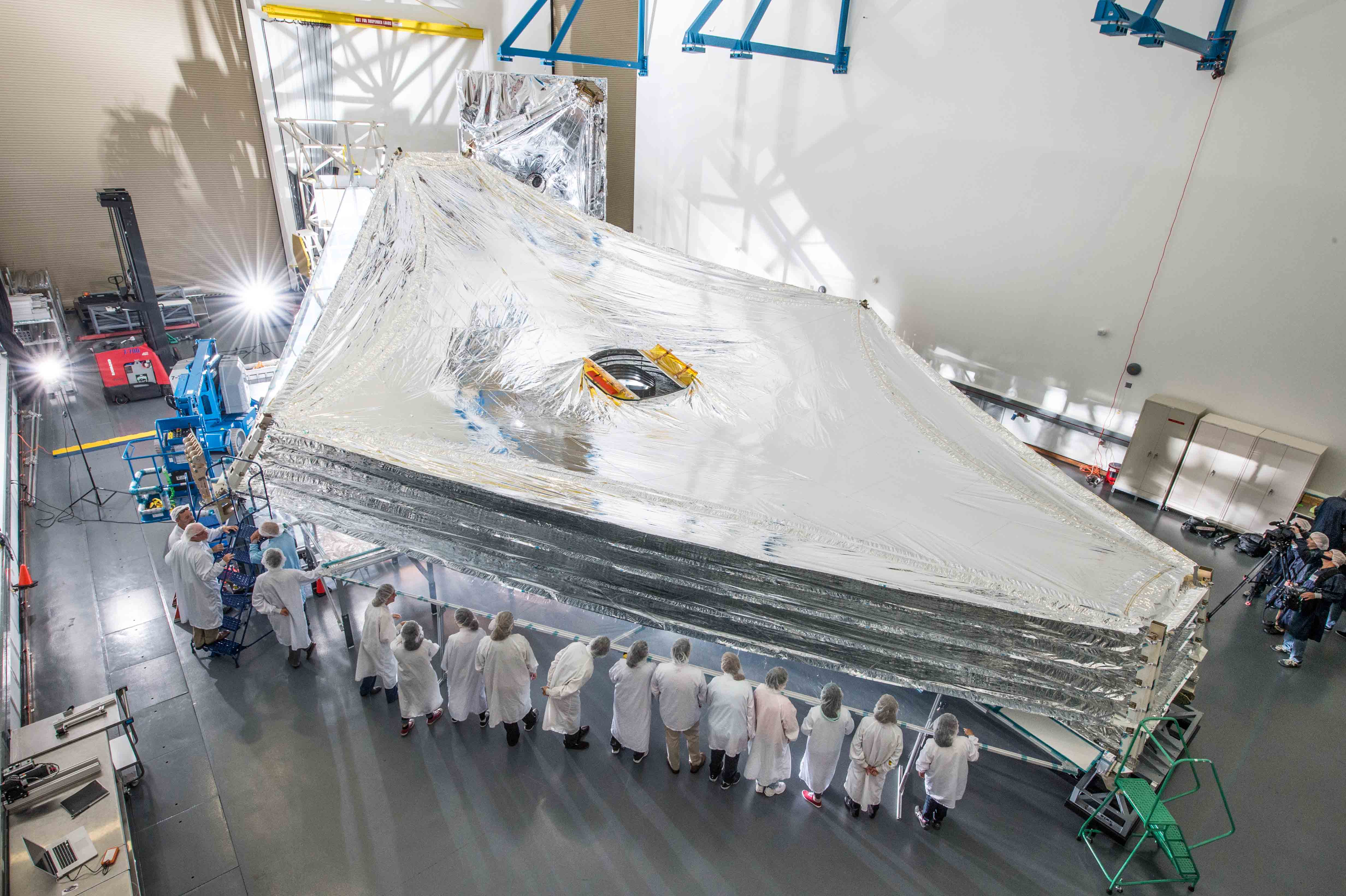
Il parasole a cinque strati del JWST, grande come un campo da tennis, sviluppato da Northrop Grumman

Lo scudo termico (sunshield) consentirà al telescopio un raffreddamento passivo e una temperatura stabile inferiore a 50 K (−223 °C). Gli strumenti Near Infrared (NIRCam, NIRSpec, FGS / NIRISS) operano a circa 39 K (−234 °C). La (MIRI) nel medio infrarosso funziona ad una temperatura di 7 K (−266 °C), utilizzando un sistema criogenico ad elio. Il raffreddamento consente anche ai segmenti dello specchio primario di rimanere correttamente allineati quando cambia l'orientamento rispetto al Sole.
Lo scudo termico consta di 5 strati di Kapton, ognuno dei quali è separato da vuoto isolante che dissipa il calore mantenendo ogni strato più freddo del precedente.
Gli strati dello scudo sono rivestiti con alluminio e silicio drogato per le loro proprietà ottiche, conduttive e durata nell'ambiente spaziale. L'alta emissività del silicio dissipa buona parte del calore del Sole e della luce preservando gli strumenti e la superficie di alluminio altamente riflettente disperde l'energia residua verso i bordi dello scudo termico.
Lo spessore degli strati varia da 0,05 millimetri per quello rivolto verso il Sole a 0,25 mm per i restanti. Gli spessori dei rivestimenti di alluminio e silicio sono rispettivamente di 50 nm e di 100 nm.

## Gestione osservazioni e campagne scientifiche
Lo Space Telescope Science Institute (STScI), con sede a Baltimora, Maryland nel campus Homewood dell'Università Johns Hopkins, è responsabile della ricerca scientifica e della divulgazione dei dati. I dati saranno trasmessi dal JWST a terra tramite il Deep Space Network del JPL, poi elaborati e distribuiti via internet alla comunità astronomica. Come per Hubble, lo STScI valuterà le proposte della comunità scientifica per successive campagne osservative. Ogni anno i comitati di astronomi potranno valutare in revisione paritaria le proposte presentate per selezionare i programmi di osservazione degli anni successivi. La conversione dei dati scientifici da analogico a digitale (ADC) viene eseguita dal ASIC SIDECAR.

### GTO: osservazioni a tempo garantito
Osservazioni a tempo garantito (GTO, Guaranteed Time Observers) vengono assegnate ai gruppi di studio selezionati che ne avranno fatto richiesta. Per massimizzare il ritorno scientifico, i progetti GTO vengono programmati in anticipo e ufficializzati entro i primi due anni di attività del telescopio. Ogni ciclo GTO viene definito attraverso l'Astronomer's Proposal Tool (APT), un pacchetto software messo a disposizione della comunità astronomica per presentare in peer review le proposte per il JWST, nel rispetto delle policy a protezione di ricerche già effettuate. A giugno 2017 è stato annunciato il primo ciclo di GTO costituito da circa 8700 ore di osservazioni, circa un anno. Queste osservazioni studieranno i pianeti solari esterni, la fascia di Kuiper, le prime galassie e i pianeti extrasolari. I satelliti naturali Europa ed Encelado saranno tra gli obiettivi del primo ciclo di osservazioni.
Poiché il primo ciclo di indagini è stato riservato ai ricercatori direttamente coinvolti nello sviluppo del telescopio e i dati delle ricerche non dovrebbero essere resi pubblici entro i primi tre anni, la comunità astronomica ha sollecitato e ottenuto un programma di ricerche che si sovrapporrà al primo ciclo. Questo programma, chiamato Early Release Science (ERS) ha circa il 10% del tempo disponibile del Webb, circa 460 ore. Il 13 novembre 2017 è stata resa pubblica la selezione finale dei 13 programmi scientifici di questo mini ciclo, eseguiti nei primi cinque mesi di operatività del JWST e la cui fattibilità e ordine temporale di esecuzione hanno in parte risentito dello slittamento della data di lancio e del fatto che il telescopio non può venire orientato nella parte di volta celeste illuminata dal Sole.
Il secondo ciclo di osservazioni GTO programmato per il secondo anno di attività del Webb è stato annunciato a maggio 2023 ed è costituito da una selezione bilanciata di un'ampia gamma di argomenti scientifici, dagli asteroidi agli esopianeti e alla cosmologia.

## Campagne osservative, ricerca e risultati scientifici

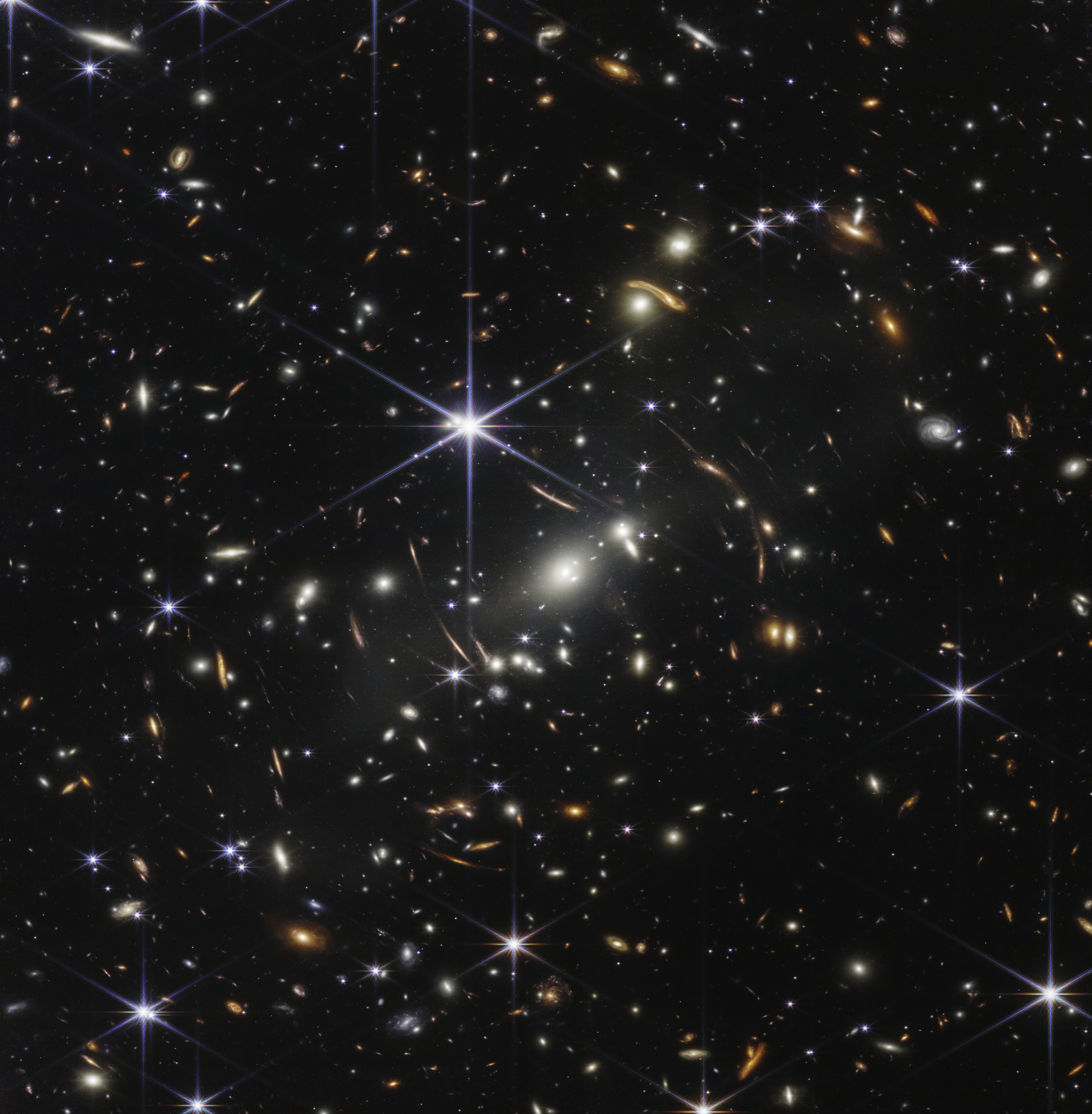
Webb's First Deep Field, la prima immagine a colori catturata dal JWST.

- Il 12 luglio 2022 la NASA ha diffuso la prima immagine a colori catturata dal telescopio, chiamata Webb's First Deep Field e presentata dal presidente statunitense Joe Biden.[50] Nello stesso giorno è stata illustrata anche la composizione del pianeta extrasolare WASP-96 b (un esopianeta simile a Giove con una massa inferiore del 50%).[51][52][53]
- Il 24 agosto 2022, gli astronomi hanno annunciato che è stata rilevata anidride carbonica nell'atmosfera dell'esopianeta gigante gassoso WASP-39 b con osservazioni di JWST tramite tecniche di spettroscopia di assorbimento nell'ambito del programma Early Release Science (ERS). È stata la prima volta che è stata rilevata anidride carbonica su un pianeta al di fuori del sistema solare.[54][55]
- L'11 gennaio 2023 scienziati della NASA hanno annunciato la scoperta di LHS 475 b, un pianeta di taglia terrestre. Precedentemente candidato da osservazioni compiute dal telescopio spaziale TESS, si tratta del primo pianeta scoperto dal telescopio James Webb.[56]
- Il 22 febbraio 2023 un gruppo di astronomi annuncia la scoperta di sei massicce galassie che si sono formate da 500 a 700 milioni di anni dopo il Big Bang. Si pensa che le galassie abbiano una massa simile alla Via Lattea, ma siano 30 volte più dense; secondo il gruppo di ricerca questa scoperta mette in discussione le teorie sull'evoluzione delle galassie,[57][58] senza confutare il modello del Big Bang.

### Galleria d'immagini

Prime immagini del JWST - pubblicate il 12 luglio 2022
Scogliere cosmiche della Nebulosa della Carena
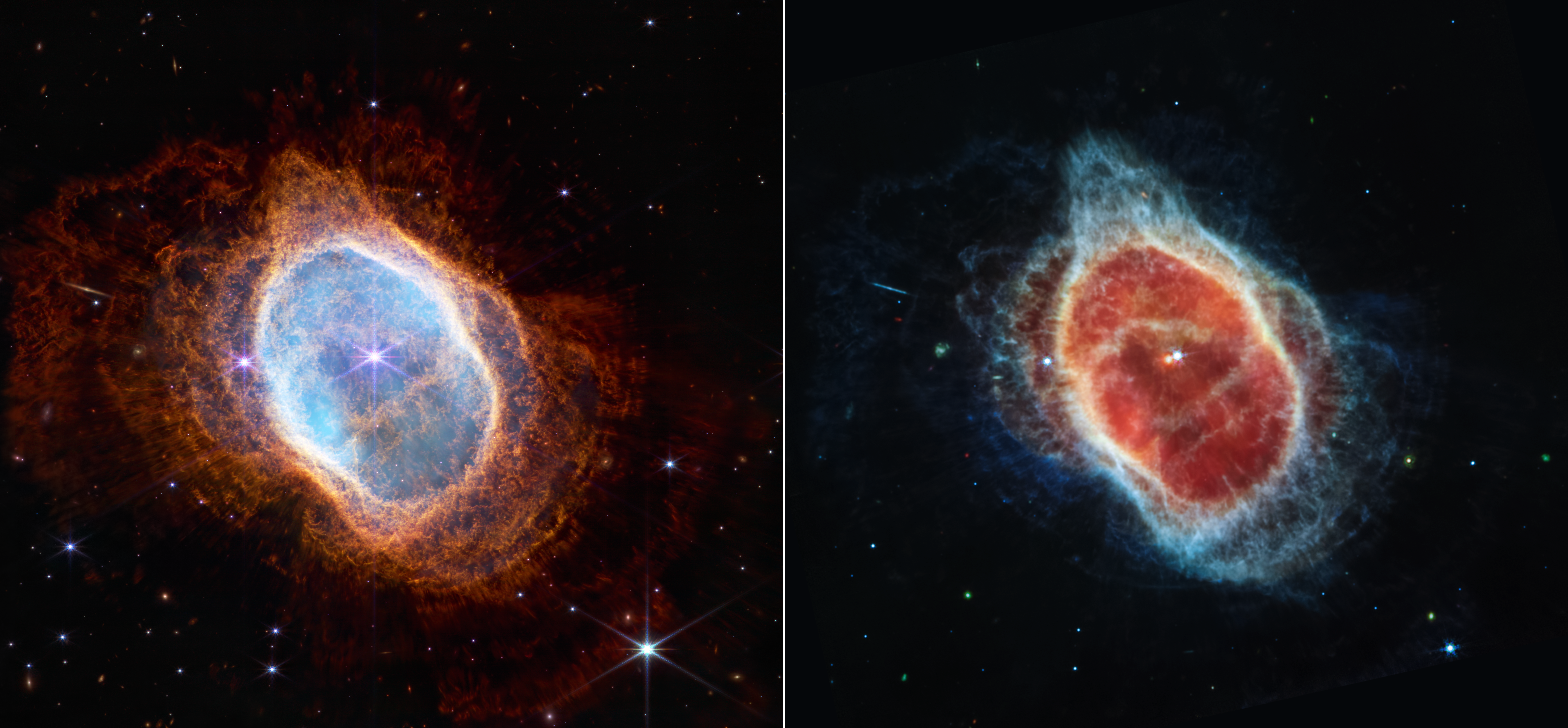
Nebulosa Anello Meridionale (NGC 3132; sinistra: NIRCam; destra: MIRI)
Quintetto di Stephan (composito NIRCam/MIRI)
Quintetto di Stephan (NIRCam)
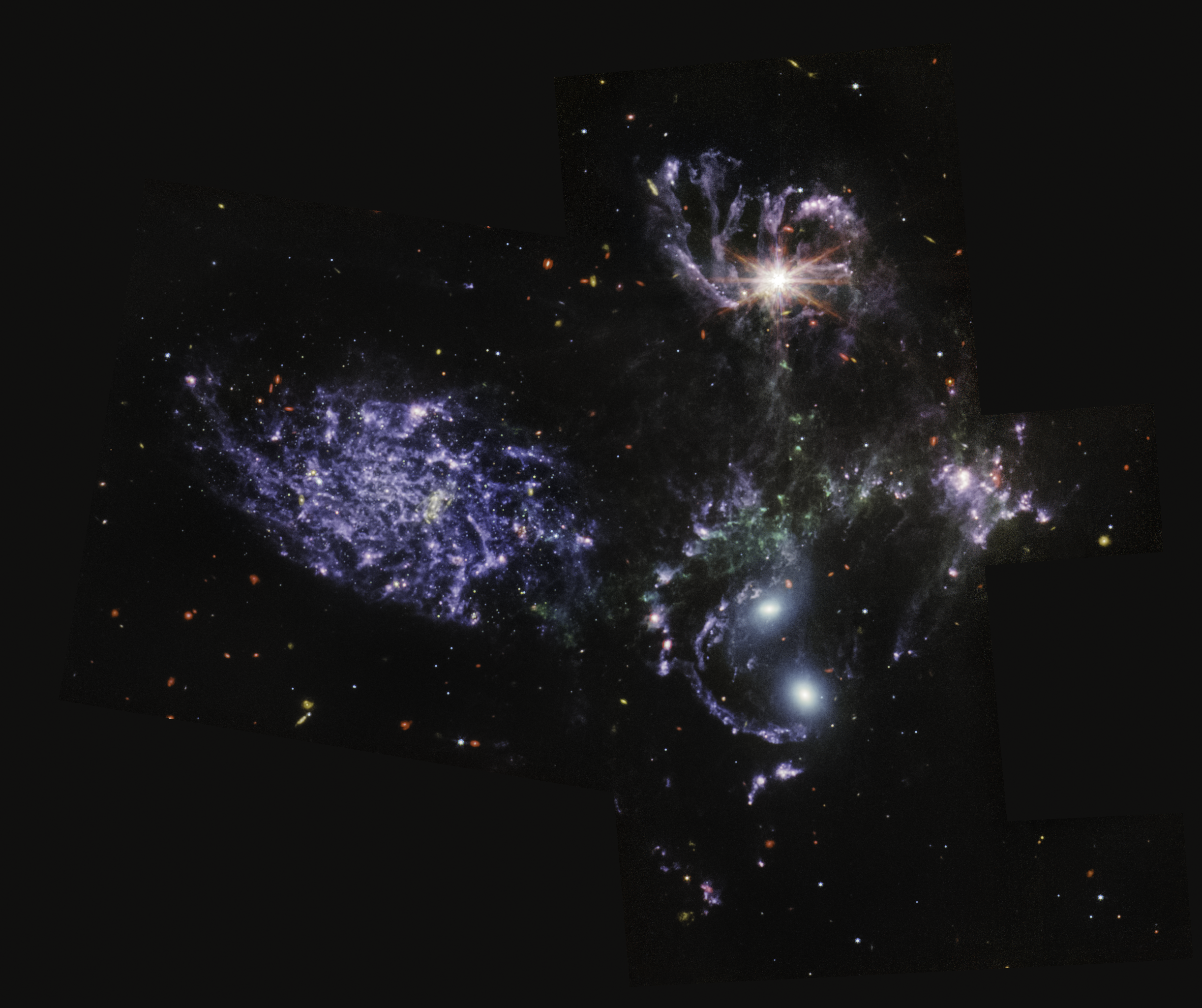
Quintetto di Stephan (MIRI)
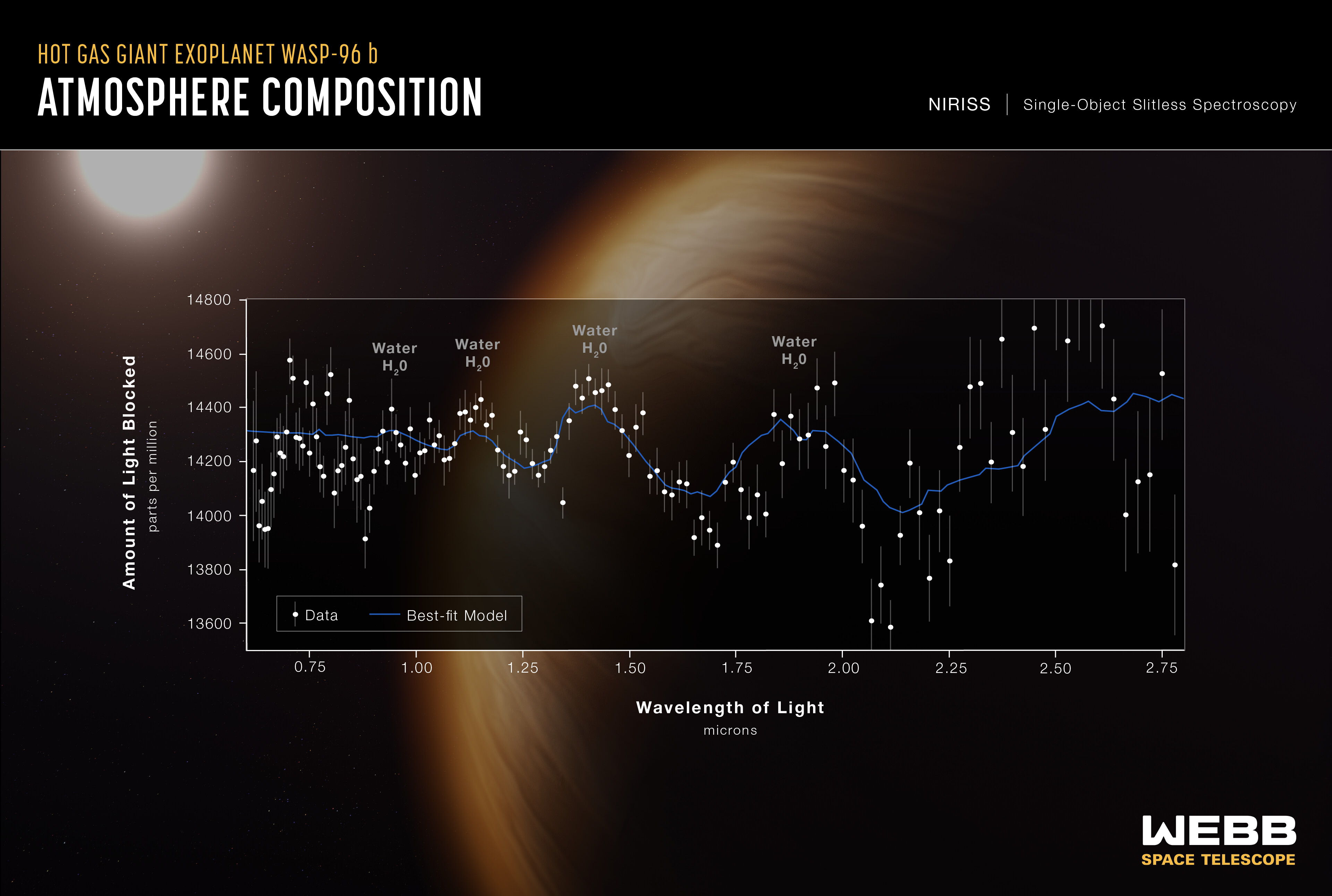
Spettro di WASP-96b

## Partecipazioni
Lo sviluppo del telescopio James Webb è una collaborazione internazionale delle 3 principali agenzie spaziali: NASA, ESA e CSA, oltre a diversi partner privati e accademici. Tra i principali collaboratori :
- Ball Aerospace, responsabile della costruzione dello specchio primario
- Northrop Grumman Aerospace Systems (NGAS) principale contraente
- Lockheed Martin, responsabile per la NIRCam
- ESA, responsabile per il NIRSpec, il MIRI e il lancio del Ariane 5
- Orbital ATK fornitore dello schermo parasole (Sunshield)
- Space Telescope Science Institute
- Università dell'Arizona
- Jet Propulsion Laboratory (JPL) contributore per il MIRI
- Agenzia Spaziale Canadese (CSA), responsabile del FSG e NIRISS

### Centri di ricerca NASA
- Goddard Space Flight Center: direzione, sviluppo, costruzione e collaudo del JWST
- Marshall Space Flight Center: collaudo specchio primario
- Johnson Space Center: collaudo osservatorio

La NASA ha il coordinamento generale per la missione JWST.